# Demonax monticola
Demonax monticola là một loài bọ cánh cứng trong họ Cerambycidae.